# 张午
张午（1920年—2004年9月24日），男，陕西长安县楼阁台村人，中国人民解放军开国少将，沈阳军区副政治委员。第六届全国人民代表大会代表。

## 生平
1936年加入中华民族解放先锋队。1937年参加中国工农红军，1937年加入中国共产党。历任西北青年救国联合会安吴青训班人事科科长，总支书记，处长，中共中央青年工作委员会干部科副科长，八路军留守兵团关中军分区青年营副政治委员，警备第一旅第三团政治处组织股股长，营政治委员。
解放战争时期，任陕甘宁晋绥联防军政治部宣传部宣教科科长，西北野战军骑兵第六师第一团副团长，西北野战军第四纵队教导大队政治处主任。1949年任第一野战军第四军第十师第三十团政治委员。
中华人民共和国成立后，任第二兵团第四军第十师副政治委员兼政治部主任、干部部部长，1952年7月东北军区炮兵十师政治委员，沈阳军区炮兵政治部主任、副政治委员，第二十三军副政治委员、1964年8月至1970年12月任第二十三军政治委员。1964年晋升为少将军衔。1968年至1969年任中央广播事业局军事管制组组长。1970年12月至1975年5月任沈阳军区副政治委员兼政治部主任。获八一奖章、三级独立自由勋章、二级解放勋章和中国人民解放军一级红星功勋荣誉章等榮譽。

## 外部連結
- 中國中央電視台國際首頁：瀋陽軍區原副政委張午逝世